# Andreas von Schneller

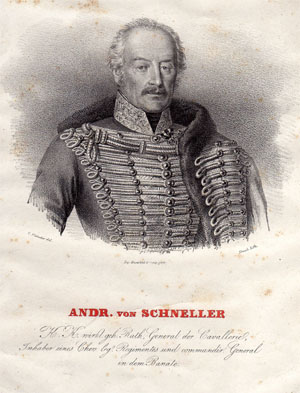
Andreas Freiherr von Schneller

Andreas Freiherr von Schneller (* 1755 in Ödenburg (heute Sopron); † 16. März 1840 ebenda) war ein Geheimer Rat, Feldmarschallleutnant, Wirklicher General der Kavallerie, Großkreuzritter des Leopold-Ordens, Inhaber des 5. Chevauxlegers-Regiments. Von 1823 bis 1836 war er Kommandierender General im Banat.

## Lebenslauf
Andreas Freih. von Schneller wurde im Jahre 1755 in Ödenburg/Sopron geboren.
Er diente ab dem 1. April 1775 im 12. Dragoner-Regiment. Am 1. März 1836 ging er in Pension und erhielt das Großkreuz des Leopold-Ordens taxfrei. Bis zu seinem Amtsende diente er 60 Jahre, 11 Monate und 15 Tage.
Er wurde zum Ehrenbürger der Stadt Ödenburg/Sopron ernannt.

## Militärischer Werdegang
Am 1. März 1776 wurde Andreas Freih. von Schneller zum Korporal, am 7. März 1778 zum Unterleutnant, am 1. Februar 1786 zum Oberleutnant, am 14. März 1789 zum 2. Rittmeister, am 1. März 1793 zum 1. Rittmeister, am 20. März 1797 zum Major, am 9. November 1800 zum Oberstleutnant, am 20. Februar 1801 zum Oberst, am 15. August 1808 zum Generalmajor, am 2. Mai 1813 zum Feldmarschallleutnant, am 17. Februar 1821 zum Interimskommandant im Banat und am 10. Februar 1823 zum dortigen Kommandant sowie am 11. Januar 1830 zum General der Kavallerie befördert.